# Tidsel
Tidsel er det almindelige navn for en gruppe af dækfrøede planter, karakteriseret ved at have stikkende torne i forskellig grad, primært i kurvblomst-familien.
Slægter i kurvblomst-familien har oftest ordet tidsel i deres almindelige navn. Listen herunder rummer slægternes latinske navne:
- Carduus
- Carlina
- Carthamus
- Centaurea
- Cicerbita
- Cirsium
- Cnicus
- Cynara
- Echinops
- Notobasis
- Onopordum – Æselfoder, også kendt som skotsk tidsel (Onopordum acanthium)
- Scolymus
- Silybum
- Sonchus

Carduus er en slægt af planter, som er udbredt i Europa, Nordafrika og Asien. Denne slægt kan kendes på, at frøene hver bærer en hårformet fnok.
| Carduus arter |

- Kruset tidsel (Carduus crispus)
- Nikkende tidsel (Carduus nutans)
- Tornet tidsel (Carduus acanthoides)